# Émile Masson (ciclista 1888-1973)
Émile Masson (Morlanwelz, 16 d'octubre de 1888 - Bierset, 25 d'octubre de 1973) va ser un ciclista belga professional entre 1913 i 1925. Era el pare del també ciclista Émile Masson.
Durant la seva carrera professional aconseguí una quinzena de victòries, entre les quals destaquen dues edicions de la Volta a Bèlgica, una Bordeus-París i dues etapes del Tour de França, ambdues el 1922.

## Palmarès
- 1913
  - Vencedor d'una etapa a la Volta a Bèlgica
- 1919
  - 1r de la Volta a Bèlgica i vencedor d'una etapa
- 1921
  - Campió de Bèlgica de CRE
- 1922
  - Vencedor d'una etapa a la Volta a Bèlgica
  - Vencedor de 2 etapes al Tour de França
- 1923
  - 1r de la Volta a Bèlgica i vencedor d'una etapa
  - 1r de la Bordeus-París
  - 1r del Gran Premi Wolber
  - 1r de la Sclessin-St. Hubert-Sclessin
  - Vencedor d'una etapa al Critèrium de Midi
- 1924
  - 1r de la Jemeppe-Bastogne-Jemeppe
  - 1r de la París-Lió (Gran Premi Sporting)

### Resultats al Tour de França
- 1913. Abandona (4a etapa)
- 1919. Abandona (8a etapa)
- 1920. 5è de la classificació general
- 1921. Abandona (1a etapa)
- 1922. 12è de la classificació general. Vencedor de 2 etapes
- 1924. Abandona (5a etapa)
- 1925. 22è de la classificació general